# Блеклейк (Каліфорнія)
Блеклейк (англ. Blacklake) — переписна місцевість (CDP) в США, в окрузі Сан-Луїс-Обіспо штату Каліфорнія. Населення — 1016 осіб (2020).

## Географія
Блеклейк розташований за координатами 35°2′59″ пн. ш. 120°32′19″ зх. д. / 35.04972° пн. ш. 120.53861° зх. д. (35.049689, -120.538642).  За даними Бюро перепису населення США в 2010 році переписна місцевість мала площу 2,71 км², уся площа — суходіл.

## Демографія
Згідно з переписом 2010 року, у переписній місцевості мешкало 930 осіб у 472 домогосподарствах у складі 341 родини. Густота населення становила 343 особи/км².  Було 605 помешкань (223/км²).
Расовий склад населення:
| - 93,0 % — білих - 2,6 % — азіатів - 0,9 % — чорних або афроамериканців - 0,8 % — корінних американців - 1,5 % — осіб інших рас |

До двох чи більше рас належало 1,3 %. Частка іспаномовних становила 7,5 % від усіх жителів.
За віковим діапазоном населення розподілялося таким чином: 7,5 % — особи молодші 18 років, 35,8 % — особи у віці 18—64 років, 56,7 % — особи у віці 65 років та старші. Медіана віку мешканця становила 66,9 року. На 100 осіб жіночої статі у переписній місцевості припадало 94,2 чоловіків;  на 100 жінок у віці від 18 років та старших — 91,1 чоловіків також старших 18 років.
Середній дохід на одне домашнє господарство  становив 98 017 доларів США (медіана — 70 764), а середній дохід на одну сім'ю — 91 184 долари (медіана — 71 042). 
Цивільне працевлаштоване населення становило 222 особи. Основні галузі зайнятості: освіта, охорона здоров'я та соціальна допомога — 32,0 %, науковці, спеціалісти, менеджери — 25,2 %, роздрібна торгівля — 12,2 %, фінанси, страхування та нерухомість — 8,6 %.